# Fernando de Sousa e Silva
Fernando de Sousa e Silva (Lisbona, 5 dicembre 1712 – Lisbona, 11 aprile 1786) è stato un cardinale e patriarca cattolico portoghese.

## Biografia
Nacque a Lisbona il 5 dicembre 1712. Fu ordinato sacerdote il 10 maggio 1739.
Papa Pio VI lo elevò al rango di cardinale nel concistoro del 1º giugno 1778. Un anno dopo fu nominato patriarca di Lisbona.

## Genealogia episcopale
La genealogia episcopale è:
- Cardinale Scipione Rebiba
- Cardinale Giulio Antonio Santori
- Cardinale Girolamo Bernerio, O.P.
- Arcivescovo Galeazzo Sanvitale
- Cardinale Ludovico Ludovisi
- Cardinale Luigi Caetani
- Cardinale Ulderico Carpegna
- Cardinale Paluzzo Paluzzi Altieri degli Albertoni
- Cardinale Gaspare Carpegna
- Cardinale Fabrizio Paolucci
- Cardinale Francesco Barberini
- Cardinale Annibale Albani
- Cardinale Federico Marcello Lante Montefeltro della Rovere
- Cardinale Lazzaro Opizio Pallavicini
- Arcivescovo Bernardino Muti
- Cardinale Fernando de Sousa e Silva